# Heterothrips auranticornis
Heterothrips auranticornis är en insektsart som beskrevs av Watson 1922. Heterothrips auranticornis ingår i släktet Heterothrips och familjen Heterothripidae. Inga underarter finns listade i Catalogue of Life.